# Luigi Gioli
Pour les articles homonymes, voir Gioli.
Luigi Gioli (San Frediano a Settimo, 16 novembre 1854 - Florence, 27 octobre 1947) est un peintre italien de la seconde moitié du XIXe siècle et de la première du XXe, qui, avec son frère Francesco, se rattache au courant artistique des Macchiaioli.

## Sources
- (it) Cet article est partiellement ou en totalité issu de l’article de Wikipédia en italien intitulé « Luigi Gioli » (voir la liste des auteurs).